# Brilliant (島谷ひとみのアルバム)
『brilliant』（ブリリアント）は、日本の女性歌手・島谷ひとみのミニアルバム。デビュー20周年を記念する作品として、2019年7月24日にリリースされた。
1曲目の「Brilliant Ways」は、大人な魅力を感じさせるサマーソングで、島谷よると「今の自分の気持ち、そしてこれまでの楽曲の印象的なフレーズをぎゅっと詰め込んだ」曲。2曲目の「SEASIDE ROMANCE」は本アルバムのために温めていたというサマーソング。3曲目の大人なラブバラード「gentle rain」は前作『misty』に収録されたものを新たに歌い直したもので、島谷は「今の私でしか歌えない、今のこの歳になったから出会えた曲」と気に入っている。この曲は同年11月に USEN ランキングの10位に入るヒットとなった。4曲目の「亜麻色の髪の乙女」も島谷の第一の代表曲を再録音したもので、大ヒットした2002年の時のエンジニアが偶然また携わることになった。5曲目の「Blue mermaid」は、島谷のバンドマスターを務める井出泰彰夫妻による、潮騒を感じさせるシティポップス。最後の「CYCLE 〜サイクル〜」は、2015年に国連サミットが採択した“SDGs”（持続可能な開発目標）を広報するために音楽プロデューサーの YANAGIMAN が書き下ろした、壮大なスケールの落ち着いたミディアムバラードで、UNO 国連経済社会理事会日米文化交流会の応援ソングに採用された。

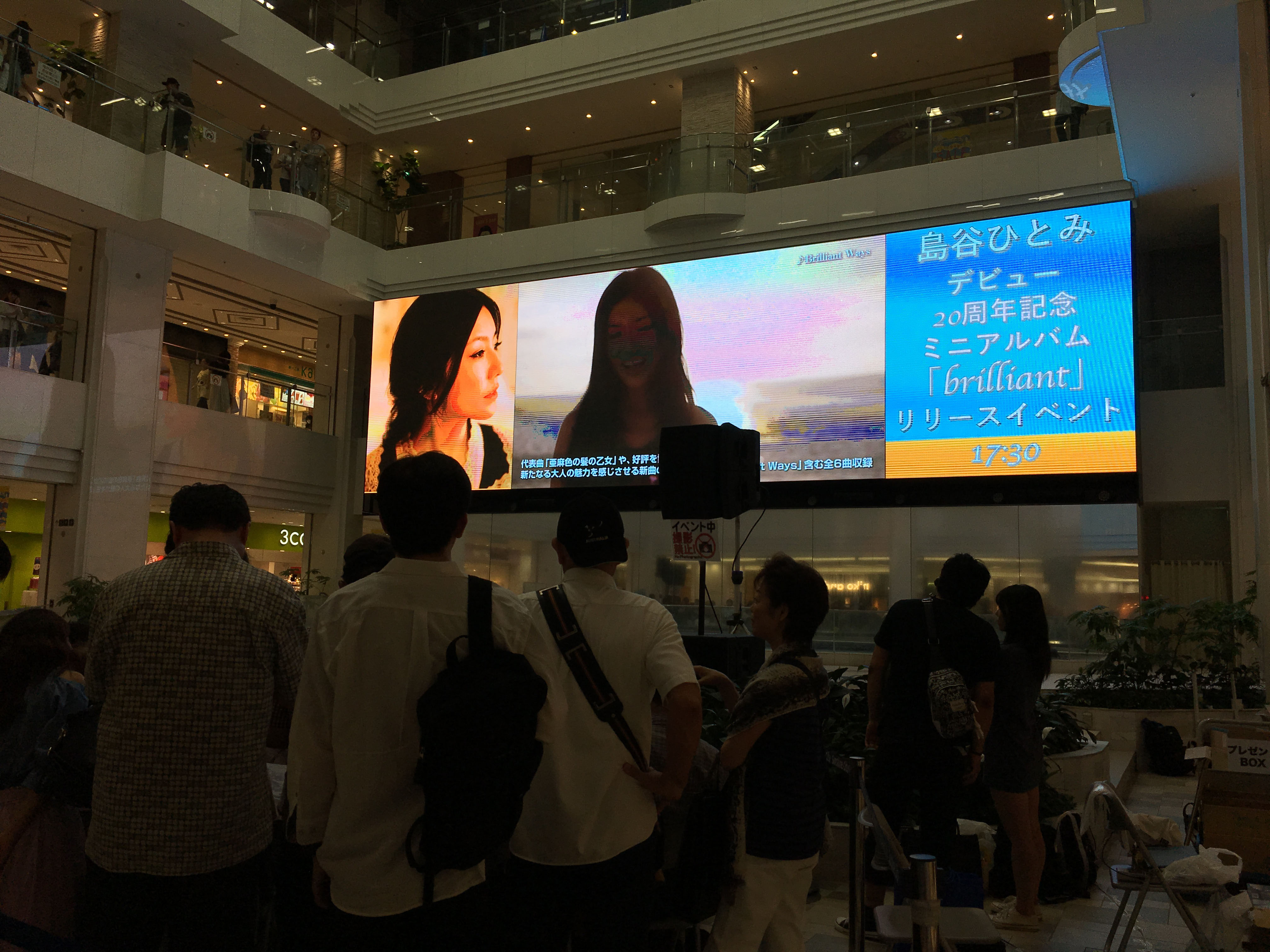
池袋サンシャインシティでのリリースイベント（開演前）

ジャケット写真とミュージックビデオの撮影は沖縄で行なわれ、衣装は全て島谷が自らプロデュースした。

## 収録曲

### CD
1. Brilliant Ways
作詞：jam / 作曲：黒須克彦 / 編曲：tasuku
テレビ朝日『いまだにファンです!』7-9月度エンディングソング[13]
2. SEASIDE ROMANCE
作詞・作曲：佐原陽、七海 / 編曲：井上薫[14]
3. gentle rain  (new version)
作詞・作曲：斉門 / 編曲：春川仁志
4. 亜麻色の髪の乙女 (new version)
作詞：橋本淳 / 作曲：すぎやまこういち / 編曲：大槻“KALTA”英宣
5. Blue mermaid
作詞：睦 / 作曲：井出泰彰 / 編曲：井上薫
6. CYCLE 〜サイクル〜
作詞・作曲・編曲：YANAGIMAN
UNO 国連経済社会理事会 日米文化交流会 応援ソング[11]

### DVD

#### LIVE DVD 盤
Hitomi Shimatani CROSSOVER 〜Premium meets Premium〜
2019年5月23日に浜離宮朝日ホールで行なわれたライブの映像
1. prayer
2. やさしいキスの見つけ方
3. 追憶+LOVE LETTER
4. fu・wa・ri
5. 久遠 -kuon-
6. 沙羅双樹
7. LOVE
8. gentle rain
9. Salvia
10. Dita
11. 亜麻色の髪の乙女
12. Perseus -ペルセウス-
13. sabão
14. Jewel of Kiss
15. CYCLE ～サイクル～
16. Vivace!

#### MUSIC VIDEO 盤
1. gentle rain Music Clip
2. Brilliant Ways Music Clip
3. brilliant OFF SHOT at OKINAWA SPECIAL MOVIE